# Philippe Delerm

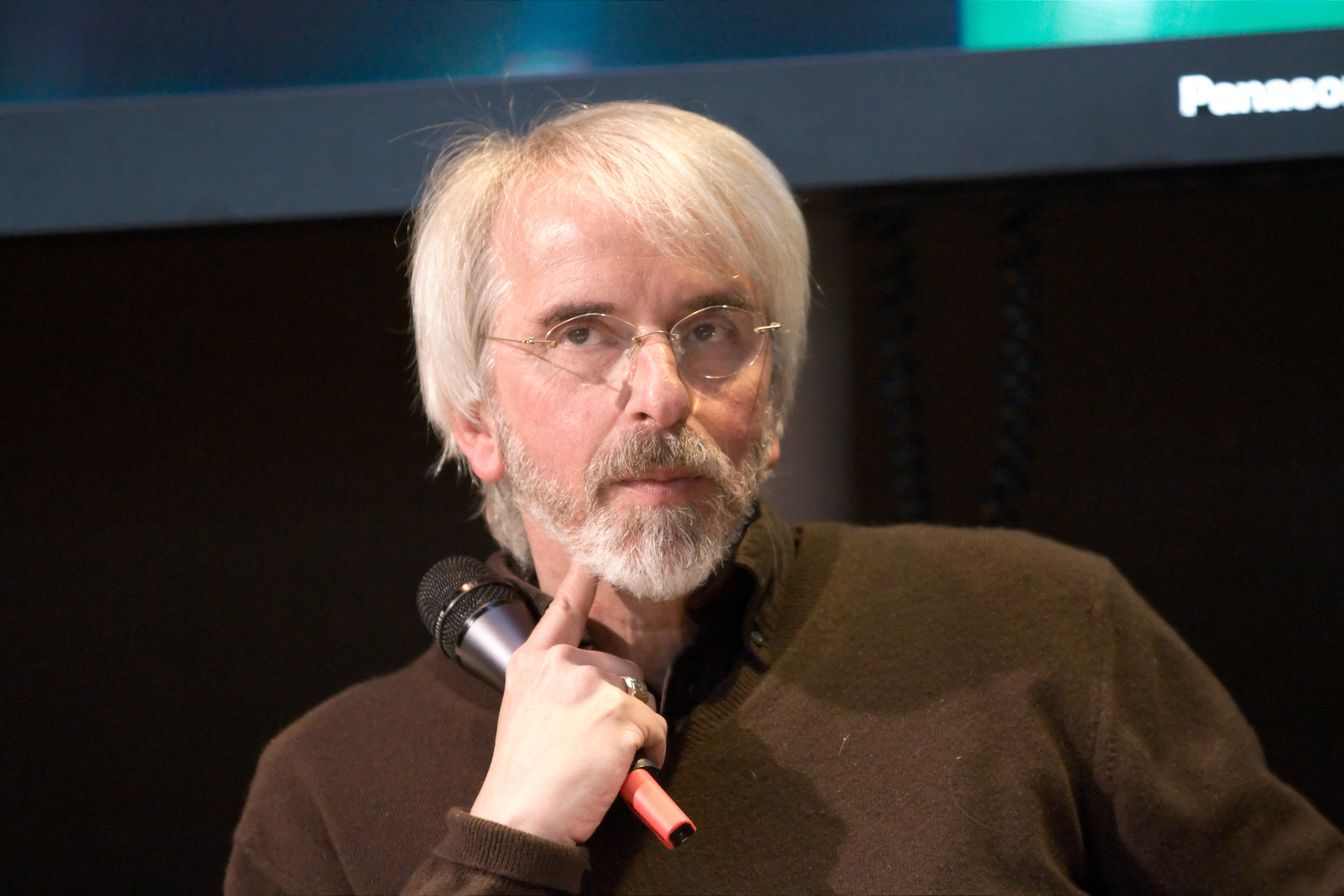
Philippe Delerm

Philippe Delerm (Auvers-sur-Oise, 27 de noviembre de 1950) es un escritor francés.
Hijo de profesores; tras una feliz infancia entra a trabajar como profesor de literatura en el collège Marie Curie de Bernay. 
Desde 1976 comienza a enviar sus obras a diversas casas editoriales, pero deberá esperar a 1983 para ver una de sus obras finalmente publicada (se trata de la obra La quinta estación (La Cinquième saison), publicada en español, en 2002). En 1997 su libro de relatos La première gorgée de bière et autres plaisirs minuscules (publicado en español como El primer trago de cerveza y otros pequeños placeres de la vida) obtiene el premio Grangousier y permite a Delerm empezar a ser conocido por el gran público. Es padre del cantautor Vincent Delerm. 